# Амірово (Буздяцький район)
Амі́рово (рос. Амирово, башк. Әмир) — село у складі Буздяцького району Башкортостану, Росія. Входить до складу Каранської сільської ради.
Населення — 482 особи (2010; 440 у 2002).
Національний склад:
- татари — 64 %
- башкири — 34 %

Стара назва — Новоамірово.